# جيبسي كينغز
 جيبسي كينغ  وتعني «ملوك الغجر»، وهي فرقة موسيقية من بلدية آرل ومونبلييه في جنوب فرنسا الذين يؤدون لأغاني الفلامينكو بلهجة أندلسية إسبانية، فعلى الرغم من أن أعضاء المجموعة قد ولدوا في فرنسا، فإن أغلبهم من خيتانوس غجر إسبانيا، الذين فرّوا من كاتالونيا أثناء الحرب الأهلية الإسبانية سنة 1930.
ملوك الغجر هي فرقة موسيقية غجرية من تأسيس جلول بوشيخي (تشيكو)، وهو أحد المهاجرين من أصول مغربية وجزائرية بفرنسا، قبل أن ينفصل عن الفرقة سنة 1991م، ويؤسس فرقة تشيكو وجيبسيس.
ومن أجل إضفاء أصداء العالمية لروح فنون الغجر والفلامنكو، أطلق جلول بوشيخي على الفرقة الموسيقية في عام 1983 اسم «ذا جيبسي كينغز» والتي تعني «ملوك الغجر»، وهو الاسم الذي عرفه العالم.
وكانت أغنية «بامبوليو» أول نجاحات الفرقة في عام 1987م. وبعد سنتين (1989) تمكنت المجموعة من بيع 3 ملايين اسطوانة، وإصدار ألبوم «موزاييك» بتسجيل نسختين في أوروربا وأمريكيا الشمالية بكندا، ثم قامت الفرقة بعد ذلك بجولة ناجحة في الولايات المتحدة الأمريكية عام 1990، كانت بمثابة نقطة مهمة في تاريخها الفني.

جلول بوشيخي (تشيكو)
فرقة  جيبسي كينغز  تؤدي أغانيها باللغة الإسبانية باللهجة الأندلسية من الجنوب الأندلسي.
على الرغم من أن أعضاء المجموعة قد ولدوا في فرنسا، فإن أغلبهم من خيتانوس غجر إسبانيا، الذين فرّوا من كاتالونيا أثناء الحرب الأهلية الإسبانية سنة 1930.

## وصلات خارجية
- جيبسي كينغز على موقع ميوزك برينز (الإنجليزية)
- جيبسي كينغز على موقع أول ميوزيك (الإنجليزية)
- جيبسي كينغز على موقع ديسكوغز (الإنجليزية)